# Sebők Maja
Sebők Maja (Szeged, 1985. május 25. –) magyar színésznő.

## Életpályája
Színészi tanulmányait 2005-ben Cegléden kezdte, a Patkós Irma Művészeti Iskolában, ahol 2008-ban színész II. szakképesítést szerzett. Ezután 2008-tól 2011-ig Kolozsváron, a Babeş–Bolyai Tudományegyetem Színház és Televízió Karára járt, ahol Kortárs Színház alapképzésen belül, a színművészet szakon végezte tanulmányait.
2014-től 2017 februárjáig ugyanebben az intézményben folytatta tanulmányait, a színművészet mesterképzés elvégzése céljából. 2017-től pedig az intézmény Doktori Iskolájában, Színház és Film szakon folytatja tanulmányait.
Színészi pályafutását 2011-ben kezdte Kolozsváron, a Váróterem Projekt Független Színházi Társulatnál, ahol egészen 2020-ig végezte művészeti tevékenységét. 2020 óta szabadúszó színészként folytatja a kulturális életben eddig betöltött szerepét.
Párja Gyuriska János színész.

## Főbb szerepei
- MÁTYÁS ESZTER, ANYA, KÜLSŐ HANG 1, MÚZSA, MAYA – Függvények; r.: Hatházi András, 2015
- SZÍNÉSZ – Mi a magyar?; r.: Benkó Bence, Fábián Péter, k2 Színház – Spot Fesztivál, 2015
- MÁSA – Három nővér; r.: Botos Bálint, 2009

Váróterem Projekt-es szerepei: 
- A SZÁMÍTÓGÉPBELI EMBER – Qkac; r.: Palocsay Kisó Kata, 2016
- SZÍNÉSZ – 4 Steps; r.: Paul Sarvadi, 2016
- SZÍNÉSZ – Kedd; r.: Sipos Krisztina, 2016
- SZÍNÉSZ – Occupy Yourself; r.: Cosmin Matei, 2015
- SZÍNÉSZ – Zéró; r.: Botos Bálint, 2014[3]
- BÁBOS – Borsópróba; r.: Rumi László, 2014
- MAYA – Advertego; r.: Botos Bálint, 2013[4]
- 10, J, Q, K, A – Sorsjáték; r.: Hatházi András, 2012-es felújítás
- SZÍNÉSZ – cím nélküli, hajléktalanokról szóló előadás; r.: Albu István, 2012
- GERTRUDIS – Bánk bán? Jelen!; r.: Visky Andrej, 2012
- SZÍNÉSZ – Mit csináltál három évig?; kollektív rendezés, 2012

## Díjai, elismerései
- Elnyerte a legjobb színészi összteljesítmény díját a Budapesti Országos Diákfilm Fesztiválon a Kérdezd meg Alízt filmben nyújtott teljesítményéért (2005)
- Játéktér-díj (2016)[5]
- Legjobb női alakítás díj (29. Nagybányai ATELIER Nemzetközi Színházi Fesztivál, 2023)[6]

## Filmszerepei
- Tangó (2014) – versfilm, r.: Köllő Ildikó
- A buletin (2014) – r.: Gábor Lóránd
- Ssss (2013) – r.: Bartincki Tamara
- Szeparé (2013) – r.: Demes Hanna
- Szerelmem, purgatórium (2013) – r. Fodor Ágnes
- Utolsó mese – r. Köllő Ildikó, 2013
- A házam – r. Bán József, 2012
- Az élet szaga – r.: Venyercsán Péter 2011
- Passé (2011) – r.: Ferencz Anikó, Szén János,
- Trash Motel (2010) – r.: Monhalt Ákos János,
- NagyŐ (2010) – r.: Olah Badi Levente
- John Adams (2008) - statiszta
- Kérdezd meg Alízt (2005) – r. Kispéter Andrea,